# Corky Romano
Pour plus de détails, voir Fiche technique et Distribution.
Corky Romano est une comédie américaine réalisée par Rob Pritts, sortie en 2001.

## Synopsis
Un vétérinaire facétieux, fils renié d'une famille mafieuse, est appelé par son père mourant à infiltrer les rangs du FBI en tant qu'agent spécial afin de détruire les preuves impliquant son paternel dans une affaire de blanchiment d'argent.

## Fiche technique
- Titre : Corky Romano
- Réalisation : Rob Pritts
- Scénario : David Garrett & Jason Ward
- Musique : Randy Edelman
- Photographie : Steven Bernstein (en)
- Montage : Alan Cody
- Production : Robert Simonds
- Sociétés de production : Touchstone Pictures et Robert Simonds Productions
- Société de distribution : Buena Vista Pictures
- Pays de production :  États-Unis
- Langue : Anglais
- Format : Couleur - Dolby Digital - DTS - SDDS - 35 mm - 1.85:1
- Genre : Comédie policière
- Durée : 83 min
- Budget : 11 millions de $

## Distribution
- Chris Kattan (VF : Mark Lesser) : Corky Romano
- Peter Berg (VF : Guy Chapelier) : Paulie Romano
- Chris Penn (VF : Daniel Lafourcade) : Peter Romano
- Vinessa Shaw (VF : Marjorie Frantz) : L'agent Kate Russo
- Richard Roundtree (VF : Med Hondo) : Howard Shuster
- Peter Falk (VF : Serge Sauvion) : Francis A. Romano
- Matthew Glave (VF : Hervé Bellon) : L'agent Brick Davis
- Fred Ward (VF : Patrick Floersheim) : Leo Corrigan
- Dave Sheridan (VF : Jérôme Rebbot) : L'agent Terrence Darnell
- Roger Fan (en) (VF : Marc Perez) : L'agent Bob Cox
- Fiona Hale (VF : Jane Val) : Florence
- Zach Galifianakis (VF : Nicolas Marié) : Dexter